# Perilitus consuetor
Perilitus consuetor är en stekelart som beskrevs av Christian Gottfried Daniel Nees von Esenbeck 1834. Perilitus consuetor ingår i släktet Perilitus och familjen bracksteklar. Inga underarter finns listade i Catalogue of Life.